# NGC 144
NGC 144 (również PGC 1917) – galaktyka spiralna (Sc), znajdująca się w gwiazdozbiorze Wieloryba. Odkrył ją Frank Muller w 1886 roku.